# Kasteel van Rullingen
Het Kasteel van Rullingen (ook Rolengen, Rolenghem en Ruelingen genaamd) is gelegen in de vallei van de Herk in Rullingen, een gehucht van de Belgische stad Borgloon.
De oudst bekende heer van Rullingen was Eggebertus van Rolengen, die getuige was bij de stichting van de abdij van Averbode door zijn leenheer, Arnold II van Loon.
De middeleeuwse sterkte werd, wellicht tussen 1623 en 1638, vervangen door een typisch Maaslands waterkasteel. Het bestond uit een U-vormig neerhof en een L-vormig herenhuis met uitspringende, vierkante hoektoren. In de 18e en 19e eeuw werd het kasteel aangepast aan de toen geldende woonnormen; een koetshuis werd aangebouwd. Tussen 1770 en 1850 legde men ten zuiden een Engelse tuin aan.
In 1912 kocht ridder Pangaert d'Opdorp het kasteel. De hoeve achter het kasteel en een dienstvleugel verdwenen bij een brand in 1920. Hierop werd het gebouw grondig vernieuwd, een tuin werd aangelegd en de grachten gedeeltelijk gedempt. Met het afbraakmateriaal bouwde men een nieuw koetshuis.
Sinds 1978 is het Provinciebestuur van Limburg eigenaar van het gebouw. Tot 2013 werd het gebouw uitgebaat als hotel-restaurant. In 2014 werd het kasteel door de Provincie Limburg verkocht aan de NV Livaco te Sint-Lambrechts-Woluwe, een van de vennootschappen van de projectontwikkelaar Kolmont van de familie Tans te Hasselt.